# Quận Monroe, Tennessee
Quận Monroe là một quận thuộc tiểu bang Tennessee, Hoa Kỳ.
Quận này được đặt tên theo. Theo điều tra dân số của Cục điều tra dân số Hoa Kỳ năm 2000, quận có dân số 38.961 người. Quận lỵ đóng ở Madisonville6.

## Địa lý
Theo Cục điều tra dân số Hoa Kỳ, quận có diện tích 1690 km2, trong đó có 46 km2 là diện tích mặt nước.